# John Shakespeare
John Shakespeare (Snitterfield, 10 marzo 1531 – Stratford-upon-Avon, 7 settembre 1601) è stato un mercante, guantaio e conciatore britannico, padre di William Shakespeare.

## Biografia
Il suo nome venne registrato come Shakspere e il suo cognome passò al figlio William, salvo esser stato modificato in Shakespeare dal 1593. In conseguenza al successo del figlio, anche il padre lo troveremo con quel cognome.
Figlio di Richard, si trasferì a Stratford-upon-Avon e sposò Mary Arden (1537–1608), dalla quale ebbe otto figli, cinque dei quali sono sopravvissuti fino all'età adulta. Oltre alle sue attività commerciali, assunse diverse cariche pubbliche, diventando connestabile, aldermanno e balivo; cadde però poi in disgrazia per motivi sconosciuti agli storici. Tornò ad avere numerose ricchezze dopo il successo di suo figlio, tanto che da ottenere il titolo onorifico di gentleman, "gentiluomo".

### Le origini
Figlio di Richard Shakespeare (1490-1561) di Snitterfield, un contadino,  e Abigail Webb (1515-1590), John Shakespeare emigrò, alla metà del Cinquecento, a Stratford-upon-Avon, dove divenne un illustre commerciante di pelli, guanti e cinture. John compare per la prima volta nelle documentazioni storiche nel 1552, quando dovette pagare una multa per aver ammucchiato del letame in un luogo vietato. Il documento ci informa che John Shakespeare aveva in affitto un'ala di quella che sarebbe poi diventata famosa come la casa natale del poeta, situata a Henley Street. Nel 1556, anno in cui divenne "degustatore di birra", avendo il compito di assicurare il rispetto di prezzi e misure dei commercianti della cittadina, John accrebbe le sue proprietà, acquistando una proprietà fondiaria e l'altra ala della casa natale, che a quel tempo era una struttura separata.

### Il matrimonio e le cariche pubbliche

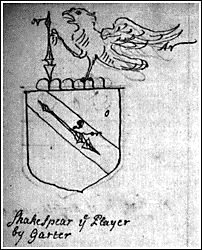
Lo stemma degli Shakespeare.

John prese in moglie Mary Arden, figlia del ricco agricoltore Robert Arden di Warwickshire. Mary era la figlia minore, tuttavia era probabilmente la prediletta del padre visto che quando questi morì, verso la fine del 1556, le lasciò la sua tenuta e il raccolto della sua terra. Il matrimonio avvenne tra il novembre del 1556, mese in cui fu redatto il testamento di Robert Arden, e il settembre del 1558, mese in cui nacque la prima figlia. Otto furono i figli nati da questo matrimonio: Joan (1558), Margaret (1562–63), William (1564–1616), Gilbert (1566–1612), Joan (1569–1646), Anne (1571–79), Richard (1574–1613) ed Edmund (1580–1607).
Nell'autunno del 1558, John Shakespeare prestò giuramento come uno dei quattro connestabili; in questo modo iniziò la sua carriera politica che lo portò, nel giro di pochi anni, ad assumere cariche sempre più prestigiose: dal 1565 fu aldermanno, cioè un componente della giunta municipale di Stratford, mentre nel 1568 ricoprì per un anno la carica più importante della città, quella di balivo. Raggiunto il massimo riconoscimento cittadino, decise di rivolgersi al Collegio degli araldisti per ricevere uno stemma, non riuscendo però a ottenerlo; ottenne questo riconoscimento il 20 ottobre 1596, probabilmente grazie al successo letterario del figlio.

### Le difficoltà economiche
A partire dagli anni Settanta del Cinquecento, i documenti sembrano indicare l'arrivo di un periodo difficile. Nel 1576 John smise di partecipare alle riunioni della giunta municipale, mentre in passato era stato molto ligio nell'adempiere a questo compito. Sebbene spesso gli assenti alle sedute venissero estromessi dalla carica di consigliere, i colleghi di Shakespeare continuarono a rinnovare la sua carica anno dopo anno, probabilmente nella speranza che prima o poi John ritornasse a occupare il suo posto.
Dei documenti successivi ci suggeriscono che i problemi di John Shakspere fossero di natura finanziaria. Quando la giunta municipale approvò la riscossione di una tassa per l'equipaggiamento dei soldati, venne chiesto a John di pagare una cifra inferiore, tre scellini e quattro pence, rispetto a quella richiesta ai consiglieri. Nonostante ciò, dopo un anno John non aveva ancora pagato questa somma. Nel 1578 una seduta della giunta municipale impose una multa molto alta a un consigliere assente, un certo John Wheeler, ma non fu preso nessun provvedimento per l'assente John Shakspere.
Nel novembre dello stesso anno, venne imposto che ogni consigliere dovesse pagare quattro pence la settimana per l'assistenza ai poveri, eccezion fatta, scrivono i documenti ufficiali, per il "sig. John Shaxpeare e il sig. Robert Bratt, ai quali non verrà imposto di pagare niente". Bratt, che non era più consigliere municipale, morì l'anno seguente. La pazienza dei colleghi di Shakespeare terminò nel 1586, quando John fu escluso dal consiglio municipale: il 6 settembre di quell'anno fu eletto un nuovo consigliere al suo posto perché "il sig. Shaxspeare non viene alle riunioni quando queste vengono annunciate, né è venuto per un lungo periodo".
A chiudere il quadro, diversi documenti c'informano che tra il 1570 e il 1580 John Shakspeare ipotecò e perse (non potendo pagare il debito alla scadenza) o vendette alcuni possedimenti, per lo più frutto dell'eredità della moglie. I problemi finanziari di durarono probabilmente fino agli anni '90. Ben due inchieste del 1591 riferiscono che John Shakespeare, insieme ad altri, non andasse in chiesa per paura dei debiti; a quel tempo, infatti, l'ufficiale giudiziario poteva effettuare gli arresti di domenica, e la chiesa era il luogo adatto per trovare i ricercati.

### Albero genealogico
|             |             |             |             |             |             |  |  | Richard Shakespeare (1490–1561) | Richard Shakespeare (1490–1561) | Richard Shakespeare (1490–1561) | Richard Shakespeare (1490–1561) | Richard Shakespeare (1490–1561)      | Richard Shakespeare (1490–1561)      |                                      |                                      | Abigail Webb (1515–1590)             | Abigail Webb (1515–1590)             | Abigail Webb (1515–1590) | Abigail Webb (1515–1590) | Abigail Webb (1515–1590) | Abigail Webb (1515–1590) |  |  | Robert Arden (...-1556) | Robert Arden (...-1556) | Robert Arden (...-1556) | Robert Arden (...-1556) | Robert Arden (...-1556) | Robert Arden (...-1556) |  |  |                  |                  |                  |                  |                  |                  |  |  |                  |                  |                  |                  |                  |                  |  |  |                     |                     |                     |                     |                     |                     |  |  |                    |                    |                    |                    |                    |                    |
|             |             |             |             |             |             |  |  | Richard Shakespeare (1490–1561) | Richard Shakespeare (1490–1561) | Richard Shakespeare (1490–1561) | Richard Shakespeare (1490–1561) | Richard Shakespeare (1490–1561)      | Richard Shakespeare (1490–1561)      |                                      |                                      | Abigail Webb (1515–1590)             | Abigail Webb (1515–1590)             | Abigail Webb (1515–1590) | Abigail Webb (1515–1590) | Abigail Webb (1515–1590) | Abigail Webb (1515–1590) |  |  | Robert Arden (...-1556) | Robert Arden (...-1556) | Robert Arden (...-1556) | Robert Arden (...-1556) | Robert Arden (...-1556) | Robert Arden (...-1556) |  |  |                  |                  |                  |                  |                  |                  |  |  |                  |                  |                  |                  |                  |                  |  |  |                     |                     |                     |                     |                     |                     |  |  |                    |                    |                    |                    |                    |                    |
|             |             |             |             |             |             |  |  |                                 |                                 |                                 |                                 |                                      |                                      |                                      |                                      |                                      |                                      |                          |                          |                          |                          |  |  |                         |                         |                         |                         |                         |                         |  |  |                  |                  |                  |                  |                  |                  |  |  |                  |                  |                  |                  |                  |                  |  |  |                     |                     |                     |                     |                     |                     |  |  |                    |                    |                    |                    |                    |                    |
|             |             |             |             |             |             |  |  |                                 |                                 |                                 |                                 | John Shakespeare (circa 1531 – 1601) | John Shakespeare (circa 1531 – 1601) | John Shakespeare (circa 1531 – 1601) | John Shakespeare (circa 1531 – 1601) | John Shakespeare (circa 1531 – 1601) | John Shakespeare (circa 1531 – 1601) |                          |                          |                          |                          |  |  | Mary Arden (1537–1608)  | Mary Arden (1537–1608)  | Mary Arden (1537–1608)  | Mary Arden (1537–1608)  | Mary Arden (1537–1608)  | Mary Arden (1537–1608)  |  |  |                  |                  |                  |                  |                  |                  |  |  |                  |                  |                  |                  |                  |                  |  |  |                     |                     |                     |                     |                     |                     |  |  |                    |                    |                    |                    |                    |                    |
|             |             |             |             |             |             |  |  |                                 |                                 |                                 |                                 | John Shakespeare (circa 1531 – 1601) | John Shakespeare (circa 1531 – 1601) | John Shakespeare (circa 1531 – 1601) | John Shakespeare (circa 1531 – 1601) | John Shakespeare (circa 1531 – 1601) | John Shakespeare (circa 1531 – 1601) |                          |                          |                          |                          |  |  | Mary Arden (1537–1608)  | Mary Arden (1537–1608)  | Mary Arden (1537–1608)  | Mary Arden (1537–1608)  | Mary Arden (1537–1608)  | Mary Arden (1537–1608)  |  |  |                  |                  |                  |                  |                  |                  |  |  |                  |                  |                  |                  |                  |                  |  |  |                     |                     |                     |                     |                     |                     |  |  |                    |                    |                    |                    |                    |                    |
|             |             |             |             |             |             |  |  |                                 |                                 |                                 |                                 |                                      |                                      |                                      |                                      |                                      |                                      |                          |                          |                          |                          |  |  |                         |                         |                         |                         |                         |                         |  |  |                  |                  |                  |                  |                  |                  |  |  |                  |                  |                  |                  |                  |                  |  |  |                     |                     |                     |                     |                     |                     |  |  |                    |                    |                    |                    |                    |                    |
|             |             |             |             |             |             |  |  |                                 |                                 |                                 |                                 |                                      |                                      |                                      |                                      |                                      |                                      |                          |                          |                          |                          |  |  |                         |                         |                         |                         |                         |                         |  |  |                  |                  |                  |                  |                  |                  |  |  |                  |                  |                  |                  |                  |                  |  |  |                     |                     |                     |                     |                     |                     |  |  |                    |                    |                    |                    |                    |                    |
| Joan (1558) | Joan (1558) | Joan (1558) | Joan (1558) | Joan (1558) | Joan (1558) |  |  | Margaret (1562-1563)            | Margaret (1562-1563)            | Margaret (1562-1563)            | Margaret (1562-1563)            | Margaret (1562-1563)                 | Margaret (1562-1563)                 |                                      |                                      | William (1564-1616)                  | William (1564-1616)                  | William (1564-1616)      | William (1564-1616)      | William (1564-1616)      | William (1564-1616)      |  |  | Gilbert (1566-1612)     | Gilbert (1566-1612)     | Gilbert (1566-1612)     | Gilbert (1566-1612)     | Gilbert (1566-1612)     | Gilbert (1566-1612)     |  |  | Joan (1569–1646) | Joan (1569–1646) | Joan (1569–1646) | Joan (1569–1646) | Joan (1569–1646) | Joan (1569–1646) |  |  | Anne (1571-1579) | Anne (1571-1579) | Anne (1571-1579) | Anne (1571-1579) | Anne (1571-1579) | Anne (1571-1579) |  |  | Richard (1574-1613) | Richard (1574-1613) | Richard (1574-1613) | Richard (1574-1613) | Richard (1574-1613) | Richard (1574-1613) |  |  | Edmund (1580-1607) | Edmund (1580-1607) | Edmund (1580-1607) | Edmund (1580-1607) | Edmund (1580-1607) | Edmund (1580-1607) |